# Protea scolopendriifolia
Protea scolopendriifolia là một loài thực vật có hoa trong họ Quắn hoa. Loài này được Rourke miêu tả khoa học đầu tiên.